# Blek dvärgbågmossa
Blek dvärgbågmossa (Pseudoleskeella rupestris) är en bladmossart som beskrevs av Lars Hedenäs och L. Söderström 1991 [1992. Enligt Catalogue of Life ingår Blek dvärgbågmossa i släktet dvärgbågmossor och familjen Leskeaceae, men enligt Dyntaxa är tillhörigheten istället släktet dvärgbågmossor och familjen Leskeaceae. Enligt den finländska rödlistan är arten nära hotad i Finland. Arten är reproducerande i Sverige. Artens livsmiljö är skuggiga kalkstensklippor och kalkbrott. Inga underarter finns listade i Catalogue of Life.